# Jongjang kogurjói király
Jongjang (Yeongyang) (? – 618) az ókori Kogurjo (Goguryeo) állam huszonhatodik királya volt.

## Élete
Phjongvon (Pyeongwon) király fiaként született Ko Von (Go Won) néven. Magasnak és jóképűnek írják le a későbbi feljegyzések. Jongjang (Yeongyang) igyekezett jó viszonyt ápolni Japánnal, remélve, hogy a szigetország segít neki Sillával szemben. Abban reménykedett, hogy sikerülhet visszaszereznie a korábban elveszített, mai Szöul környéki területeket. Ezt azonban Silla fenyegetésnek vette és a Szuj (Sui)-dinasztia segítségét kérte.
A Szuj (Sui)-dinasztia 589-ben újraegyesítette Kínát. 598-ban Ven-ti (Wendi) császár 300 000 fős sereggel támadta meg Kogurjót (Goguryeót). Jang-ti (Yangdi) 1 130 000 fős serege 612-ben rohanta le az országot. A jóval képzettebb és harcedzettebb kogurjói (goguryeói) sereg, bár létszámában sokkal kisebb volt, sikeresen visszaverte a támadást a szalszu (salsu)i csatában. Jang-ti (Yangdi) ezután a főváros bevételével is megpróbálkozott, sikertelenül. A kínai sereget az azóta is az egyik legnagyobb koreai tábornokként számon tartott Uldzsi Mundok (Eulji Mundeok) győzte le. Jang-ti (Yangdi) 613-ban és 614-ben is újra próbálkozott, de ismét sikertelenül.
Jongjang (Yeongyang) 618-ban halt meg, a trónon öccse követte.